# Protokollarische Rangordnung im Vereinigten Königreich
Die protokollarische Rangordnung im Vereinigten Königreich Großbritannien und Nordirland ist – wie die Geschichte der britischen Monarchie – lang und kompliziert. Sowohl für die einzelnen Teile des Reiches (England und Wales, Schottland und Nordirland) wie auch für Damen und Herren existieren separate Listen. Im Vereinigten Königreich war die gesellschaftliche Bedeutung des protokollarischen Rangs noch bis zum Zweiten Weltkrieg sehr groß.
Eine konsolidierte Präzedenzliste würde stark vereinfacht etwa diesem Muster folgen:
1. Der Monarch (König Charles III.) oder Regent
2. Angehörige der königlichen Familie
  1. Royal Consort (Camilla)
  2. Prince of Wales (William)
  3. Die Kinder des Monarchen, danach Enkel (männliche getrennt von weiblichen)
  4. Die Geschwister, Onkel/Tanten und Neffen/Nichten des Monarchen (männliche getrennt von weiblichen)
3. Der höchste kirchliche Würdenträger (in England der Erzbischof von Canterbury, derzeit vakant, bis 6. Januar 2025 Justin Welby)
4. Die Great Officers of State (darunter auch der Premierminister, Keir Starmer) und einige weitere zeremonielle Ämter
5. Premierminister des Commonwealth, wenn zu Besuch im Königreich
6. Der Sprecher des House of Commons (Lindsay Hoyle)
7. Der Sprecher des House of Lords (Lord McFall of Alcluith[2])
8. Der Lord Chief Justice von England und Wales (Lord Burnett of Maldon)
9. Ausländische Botschafter
10. Höhere britische Adlige:
  1. Dukes
  2. Marquesses
  3. Earls
  4. Viscounts
11. Bischöfe der Church of England (nicht in Schottland)
12. Barons und Lords of Parliament
13. Minister der Krone
14. Titularadel (Baronets und Knights), dazwischen Richter
15. Esquires und Ladies bzw. Gentlemen

Das tatsächlich mächtigste Amt ist das des Premierministers als Regierungschef.